# Quemados (San Lorenzo)
Quemados es un barrio ubicado en el municipio de San Lorenzo en el estado libre asociado de Puerto Rico. En el Censo de 2010 tenía una población de 4712 habitantes y una densidad poblacional de 526,88 personas por km².

## Geografía
Quemados se encuentra ubicado en las coordenadas 18°10′46″N 65°59′30″O / 18.17944, -65.99167. Según la Oficina del Censo de los Estados Unidos, Quemados tiene una superficie total de 8.94 km², de la cual 8.94 km² corresponden a tierra firme y (0.06%) 0.01 km² es agua.

## Demografía
Según el censo de 2010, había 4712 personas residiendo en Quemados. La densidad de población era de 526,88 hab./km². De los 4712 habitantes, Quemados estaba compuesto por el 72.92% blancos, el 11.74% eran afroamericanos, el 0.93% eran amerindios, el 0.23% eran asiáticos, el 0% eran isleños del Pacífico, el 10.1% eran de otras razas y el 4.07% pertenecían a dos o más razas. Del total de la población el 99.49% eran hispanos o latinos de cualquier raza.